# Holm (Flensburg)

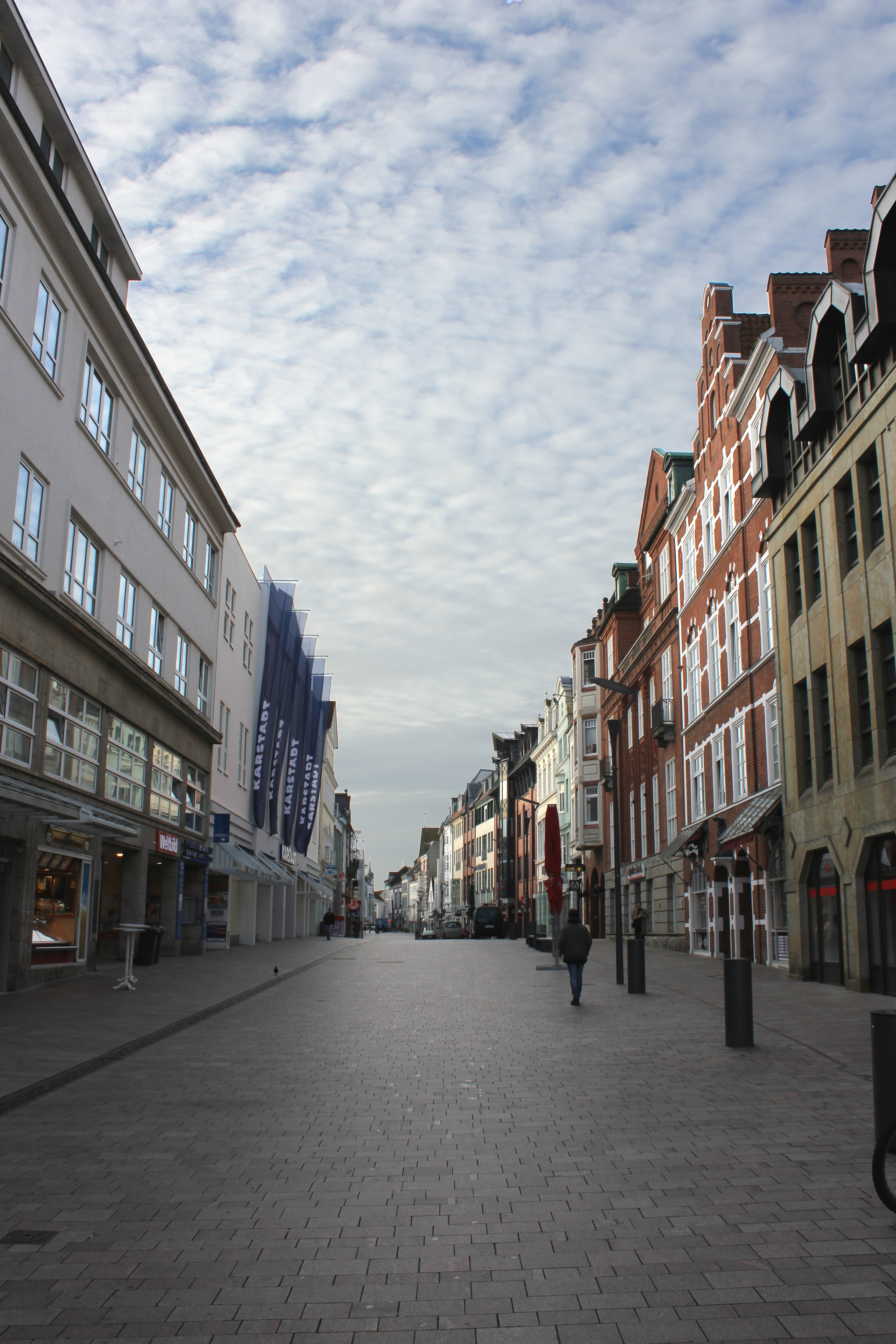
Flensburger Holm (2011)

Der Holm (dänisch Holmen) in Flensburg ist heute eine Fußgängerzone im Zentrum der Stadt. Er verbindet zusammen mit der Großen Straße (Storegade) Sankt Nikolai am Südermarkt mit Sankt Marien am Nordermarkt (Nørretorv).

## Geschichte

### Der Holm im Mittelalter
Der Name Holm für den Bereich der Straße in Flensburg ist seit dem Jahr 1284 belegt, doch der Begriff Holm war schon vorher im Gebrauch. Der Begriff bezeichnete nämlich in der Altnordischen Sprache, dem Altenglischen sowie dem Mittelniederdeutschen eine Erhebung, etwas Herausragendes. Das heutige norddeutsche Wort, das in gleicher Weise in der heutigen Dänischen Sprache zu finden ist, bezeichnet heutzutage allgemein, genauso wie im Dänischen, eine kleine Insel oder Halbinsel. Teilweise auch weiterhin eine Landfläche, die sich über die Umgebung erhebt und sich von dieser unterscheidet. Im Mittelalter hatte aber das Flensburger Kirchspiel St. Nikolai durch den Hafen, durch Flüsse, den Mühleteich und den Stadtgraben eine Art Insellage. Die Flensburger Holm war Teil der Herscopstrate (hochdeutsch: Herrschaftsstraße – im Sinne von: „Straße des Landesherren“), die Hauptstraße Flensburgs die nördlich vom Südermarkt begann und bis zum Nordertor reichte. Gemeinsam mit der Norderstraße und der südwestlich am Südermarkt abzweigenden Roten Straße (Rødegade/Rudegade) bildet der Holm also von jeher einen Hauptteil der ursprünglichen Nord-Süd-Achse der Flensburger Innenstadt. In der Stadtmitte an der Kirchspielsgrenze zwischen St. Nikolai und St. Marien lag früher der gemeinsame Thingplatz der Kirchspiele. Seit Anfang des 15. Jahrhunderts stand dort an der Stelle das Rathaus der Stadt.
Am 3. Mai 1485 wurde der Süden der Stadt durch eine Feuersbrunst zerstört. Auch der Holm war betroffen. Noch im selben Jahr fanden der Wiederaufbau und Ausbau der Nikolaikirche statt. Während des Mittelalters befand sich die Hafenspitze noch weiter südlich. Im Laufe der Jahrhunderte sollte der Hafen verlanden und die Hafenspitze weiter nach Norden wandern. Dennoch lag über eine ganze Zeit lang unterhalb des Holms noch der Hafen Flensburgs.

### Groschen-Seite und 5-Pfennig-Seite
Auf der Ostseite des Holms, zum Hafen hin, entstanden seit dem Mittelalter große Kaufmannshöfe. Kaufleute und Handelsherren bevorzugten diese Seite der Straße wegen der verkehrsgünstigeren Lage. Sie errichteten dort Lager- und Packhäuser. Die Hofenden dieser Kaufmannshöfe wurden im 18. und 19. Jahrhundert mit Gartenanlagen versehen, die an der Straße Süderhofenden lagen. Diese Gartenanlagen wurden später aufgegeben und sind heute bebaut. Auf der Westseite, dem Hafen abgewandt, entstanden am dortigen stark abfallenden Hangbereich nur kleinere Höfe. Dort ließen sich überwiegend Handwerker, Fuhrleute und kleinere Gewerbetreibende nieder. Diese weniger reiche Seite erhielt den Namen „5-Pfennig-Seite“, da sie nur wenige Pfennige Wert war und die Ostseite, den Namen „Groschen-Seite“, da sie doppelt so teuer war, nämlich einen ganzen Groschen.
Am Holm sind noch heutzutage viele Patrizierhäuser und die für die Stadt typischen Handelshöfe zu sehen, die im Laufe der Zeit an der Ostseite zum Hafen hinab entstanden waren. So befindet sich einer der ältesten Handelshöfe aus Flensburgs Blütezeit vor dem Dreißigjährigen Krieg am Holm.

### Der Holm während des 18. und 19. Jahrhunderts
Der Dethleffsen-Hof der im 18. Jahrhundert entstand ist in unseren Tagen einer der sehenswerten Höfe. Im 19. Jahrhundert wurde die Herscopstrate in die heute noch existierenden einzelnen Straßen: Holm, Große Straße und Norderstraße aufgeteilt. Das erwähnte Rathaus am Ende des Holms wurde im Jahr 1883 aus Platzgründen entfernt, die Stadtverwaltung residierte fortan bis 1964 im ausgebauten Kaufmannshof Holm 7, dem Provisorischen Rathaus.

### Der Holm seit dem 20. Jahrhundert

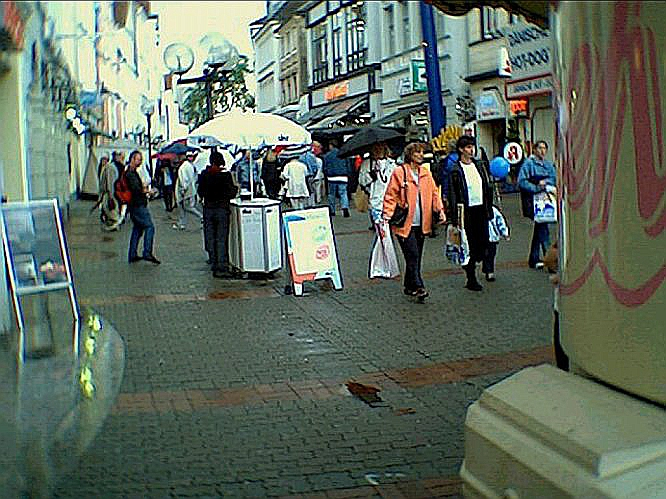
Der Holm mit alter Bepflasterung (2002)

Am 29. Januar 1968 wurde der Holm zur Fußgängerzone erklärt. Der Autoverkehr wurde herausgenommen und 1973 wurde die Straßenbahnlinie 1 eingestellt. 1976 wurde die Fußgängerzone neu gestaltet. Ungefähr in der Mitte des Holms wurde noch im selben Jahr ein Brunnen mit einer Skulptur von Ulrich Beier, der Holmnixe (siehe Abschnitt unten) aufgestellt. Am 3. September 1977 wurde die neue Fußgängerzone offiziell eröffnet. Ab dem Jahr 1987 bis ungefähr 1993 fand alle zwei Jahre das Holm-Nixen-Fest statt. Es beschränkte sich im Gegensatz zu anderen Flensburger Stadtfesten nur auf den Holm. Beim Südermarkt sowie der Holmnixe waren Bühnen aufgebaut, dazwischen einige Buden.
Im Zuge einer Stadtsanierung wurde der Holm, genauso wie die Große Straße, 2007–2008 komplett überarbeitet und bekam neben neuer Bepflasterung auch neue Lampen und Bänke. Als neuen Belag wählte man wetterbeständigen chinesischen Granit aus der Provinz Shandong.
Der Holm ist heutzutage der am stärksten frequentierte Bereich der Innenstadt.

## Einzelne Bauten
Die beiden vom Holm ausgehenden Einkaufspassagen, die 1986 fertiggestellte Holmpassage und die 20 Jahre später eröffnete Flensburg Galerie, verbinden heute historische Bausubstanz mit moderner Architektur. In einem Hinterhof im Holm 66 befindet sich die Galerie, eine Musikkneipe bzw. ein Restaurant, die/das früher als Kleinkunstbühne bekannt war. Ein weiteres Restaurant (der alte Ratskeller) liegt im denkmalgeschützten Gnomenkeller im Holm 3. Ebenfalls sehr bekannt ist das Borgerforeningen im Hof Borgerforeningen (Holm 17).
Sehenswert ist beispielsweise das restaurierte Stadtpalais aus dem 19. Jahrhundert.

## Das Straßenstück Katsund

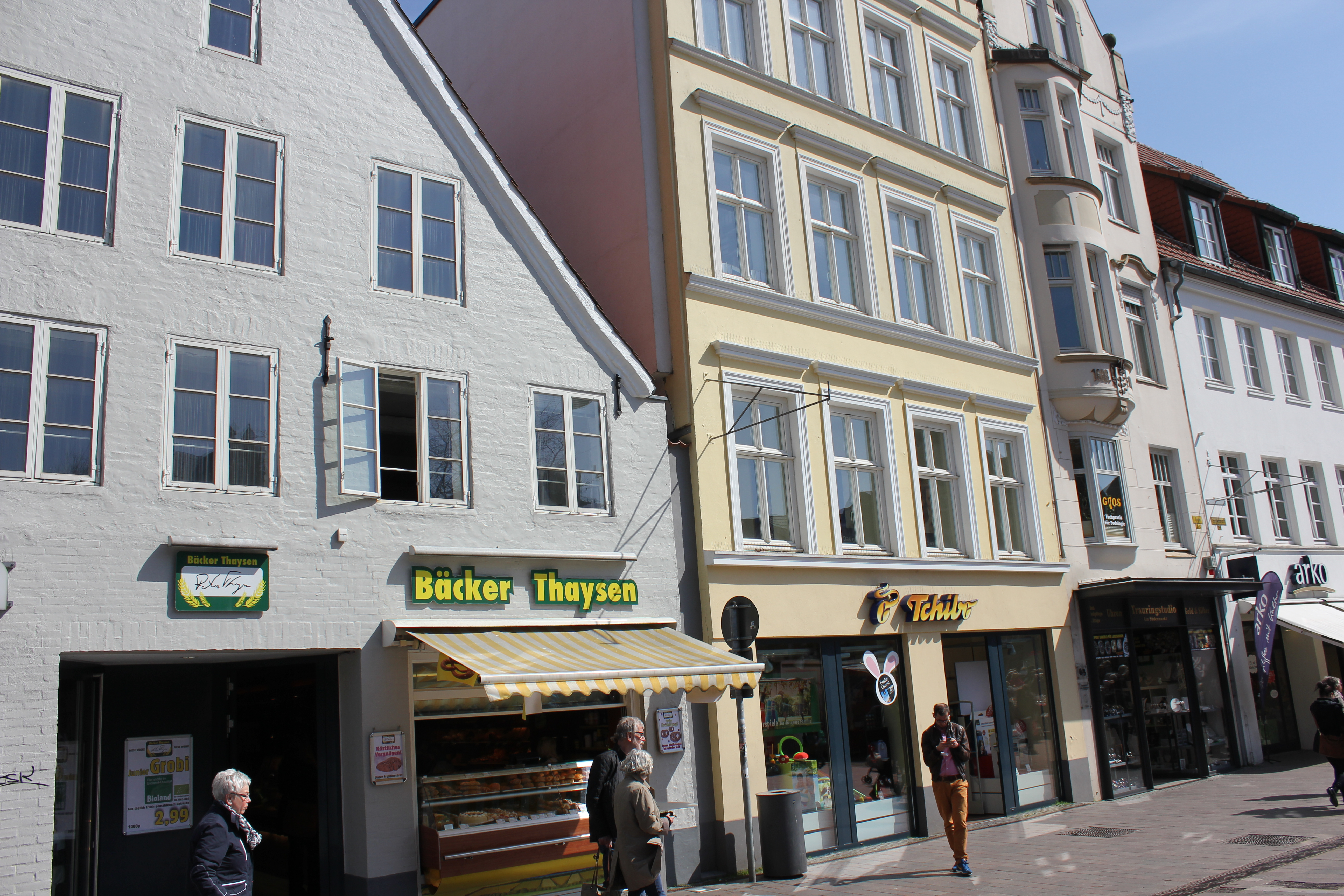
Straßenstück von Katsund (2014)

Zwischen Holm und Südermarkt bestand ein kleiner Bereich, welcher früher auch den Namen Katsund (beziehungsweise auch: Kattsund geschrieben) trug. Der Name Katsund setzt sich gut erkennbar aus dem Wort Kat(t) sowie dem Wort Sund zusammen. Mit Kat könnte etwas gemeint sein das vergleichbar klein einer Katze ist (vgl. Kattegat) oder Kat bezeichnet in direkter Weise ein „kleines Boot“ (vgl. auch Katboot). Ein anderes Wort für Sund ist Meerenge. Bevor die Hafenspitze im Laufe der Zeit verlandete, lag der Südermarkt nicht weit entfernt vom Wasser. Der Name Katsund könnte also darauf hindeuten, dass in diesem Bereich früher kleine Boote im Wasser lagen. Die dort befindliche kleine Straße trug also offenbar daher den Namen Katsund. Sie hatte eine Länge von ungefähr 45 Metern und zu ihr gehörten wohl ungefähr 14 Häuser. Ab dem Jahr 1688 wohnte dort über viele Generationen die Reepschlägerfamilie Landt. Heutzutage existiert Katsund offiziell jedoch nicht mehr. Es wurde am 15. März 1881 dem Holm hinzugefügt. Die Häuser der Westseite von Katsund wurden 1898 abgebrochen, womit der Südermarkt vergrößert wurde und die Kirche von der Bebauung befreit und damit optisch an den Marktplatz gerückt wurde. Heute steht dort eine Aussichtsplattform. die auch bei Veranstaltungen auf dem Südermarkt als Rathausbalkonersatz dient. In einigen anderen Städten existierten und existieren sogar noch heute Straßen mit diesem Namen, teilweise auch mit der Namensvariante Kattesundet; beispielsweise: Eckernförde, Ekenis, Schleswig, Heiligenhafen, dem dänischen Kolding, Kopenhagen oder dem schwedischen Lund. Von Flensburgs altem Katsund blieb aber das Steinbach-Haus, Holm 59 übrig, welches als Kulturdenkmal eingetragen wurden. Das Haus der Reepschlägerfamilie, mit der späteren Adresse Holm 63, wurde im Jahre 1908 abgebrochen. Das anschließend dort errichtete Haus trägt das Familienwappen der Landts. Das besagte östliche Straßenstück des heutigen Holms wird weiterhin noch ab und an Katsund genannt. Beim Flensburger Stadtbezirk Sünderup liegt heutzutage zudem noch die Siedlung Kattloch, welche einen offenbar ähnlichen Namen trägt.

## Sage von Tort Jepsen

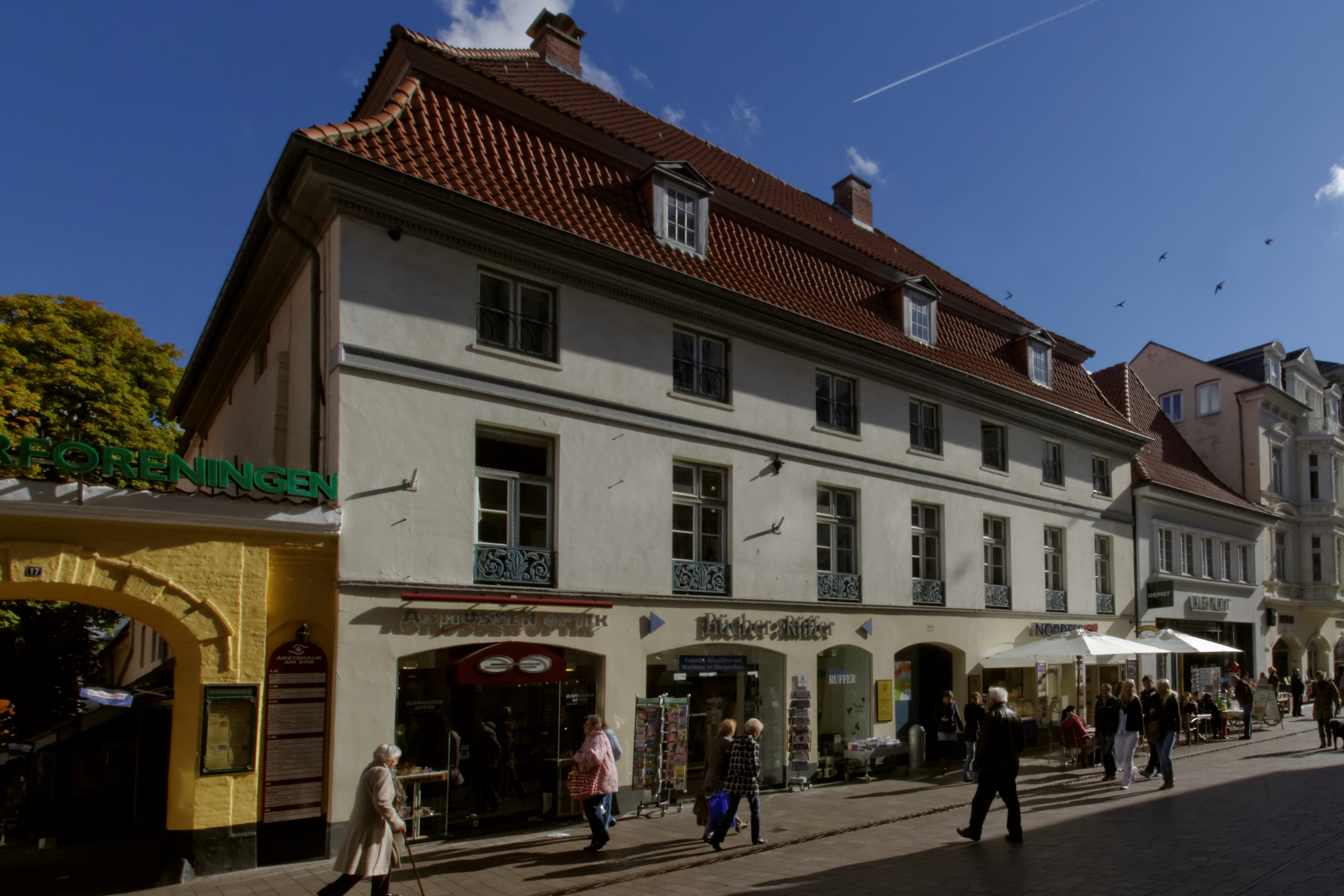
Das Haus mit der Adresse Holm 19–21

An einem Tag des Jahres 1485, an einem Nachmittag, um 2 Uhr soll der Sage nach jemand im St. Johannis-Kirchspiel Feuer im Namen des Teufels gelegt haben. Das Feuer ging die Häuserreihe entlang und sprang auf das Kirchspiel St. Nikolai über und breitete sich auf der Westseite der Straße bis fast zum Rathaus aus. Von den Häusern blieben das Kloster und die Nikolaikirche bestehen. Auf der Ostseite der Straße soll aber ein vornehmer Mann namens Tort Jepsen gelebt haben, welcher wie er sah, dass das Nachbarhaus schon brannte und sein Haus im Begriff war auch Flammen zu fangen, nahm er Schippe, Tonnen, Waage und Ellen und warf sich vor der Tür seines Hauses auf die Knie und rief zu Gott. Wenn er irgendeinen Menschen wissentlich betrogen habe, möge Gott ihn strafen wie seine Nachbarn. Wenn er aber beim Wiegen nicht betrogen, das richtige Maß gegeben habe und unschuldig sei, so möge Gott ihn doch verschonen. Darauf sei das Feuer umgeschlagen und habe weiter das Haus seines Nachbarn in Asche gelegt. Die wenigen Flammen die auf sein Haus schon übergesprungen waren erloschen von selbst und so habe das Feuer am Haus von Tort Jepsen, heutzutage Holm 19, aufgehört zu wüten.
Im Jahr 1485 wurde wie schon erwähnt tatsächlich der Süden der Stadt durch eine Feuersbrunst zerstört. Unter der besagten Adresse Holm Nr. 19 sind heutzutage die Geschäfte Asmussen-Optik, Bücher Rüffer und ein Nordsee-Restaurant zu finden.

## Holmnixe

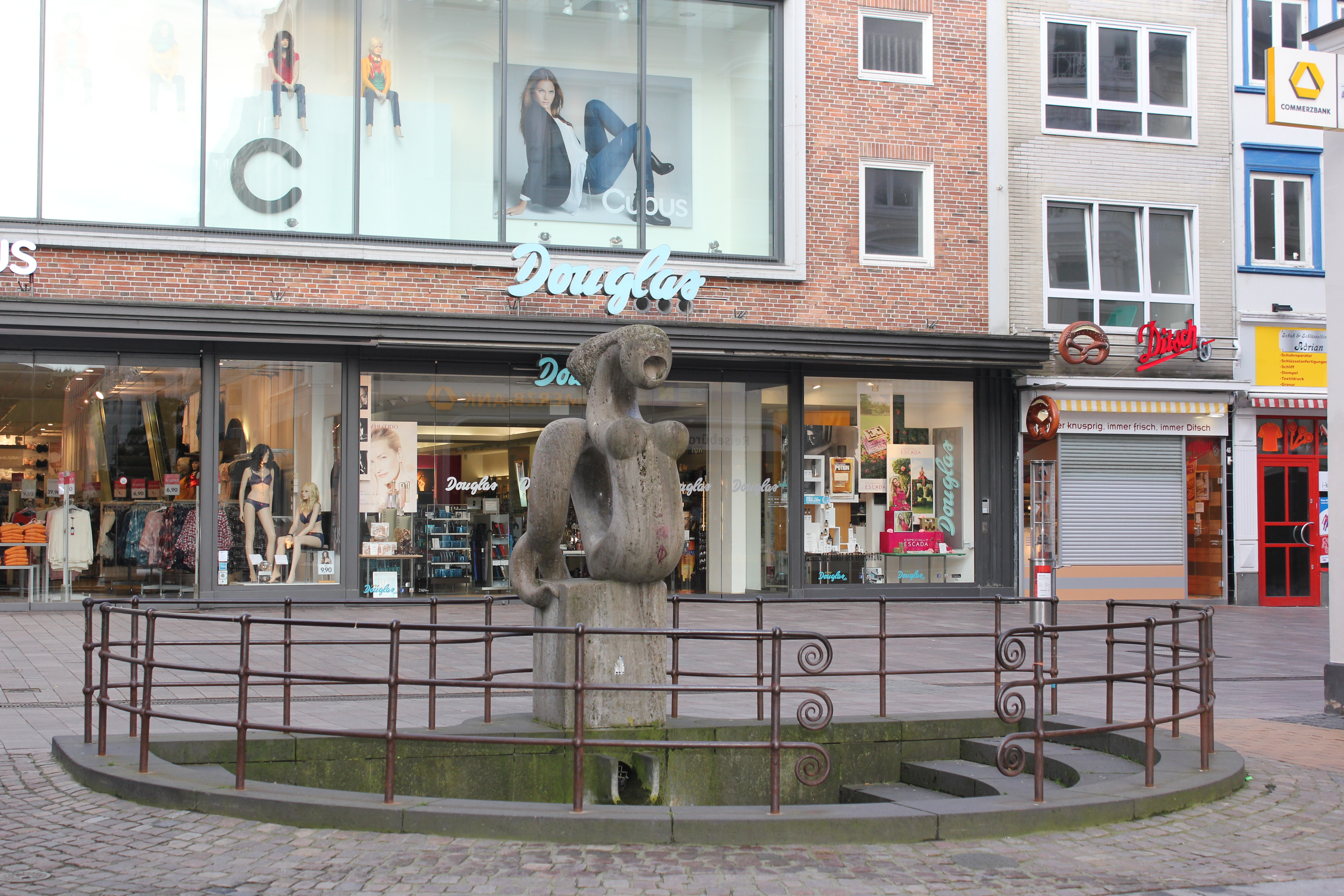
Holmnixe von 1976 (Foto von 2011)

Die 1976 aufgestellte Holmnixe, in der ungefähren Mitte des Holmes, stammt von dem Flensburger Künstler Ulrich Beier. Die Skulptur die ein Meerweib darstellt, wurde nach einem Namenswettbewerb Holmnixe getauft (vgl. Nixe). Ihre Schönheit war nie völlig unbestritten. So lieferte der Namenswettbewerb schon damals Vorschläge wie: „Holmknochen“, „Wuchtbrumme“ oder „Saurierquelle“. Auch mit dem Ungeheuer von Loch Ness wurde die Holmnixe schon verglichen. In einer Karikatur von Kim Schmidt wurde sie Anfang 2015 spöttisch als Äquivalent der Kleinen Meerjungfrau bezeichnet. Sagen von „Meerweibern“ sind in Schleswig-Holstein sowohl an der Nordsee als auch an der Ostsee verbreitet. Es heißt Meerweiber seien schön, „mit menschlichen Gesichtern, Augen, Armen und Händen, mit langen Haaren und mit Brüsten wie bei den Frauen“ ausgestattet. An Stelle von Beinen hätten sie einen Fischschwanz. Außerdem heißt es, dass wenn sie sich am Bug eines segelnden Schiffes oder auf der Spitze einer Welle zeigten, so sei ein Sturm nahe. Die über zwei Meter große Holmnixe wurde aus Krenzheimer Muschelkalk gefertigt und wiegt über zwei Tonnen. Im November 2011 bekam das Meerweib von Guerilla-Strickern ein gestricktes Bikinioberteil spendiert. Im Advent 2015 wurde sie passend zum Flensburger Weihnachtsmarkt golden verpackt.

## Einzelnachweise

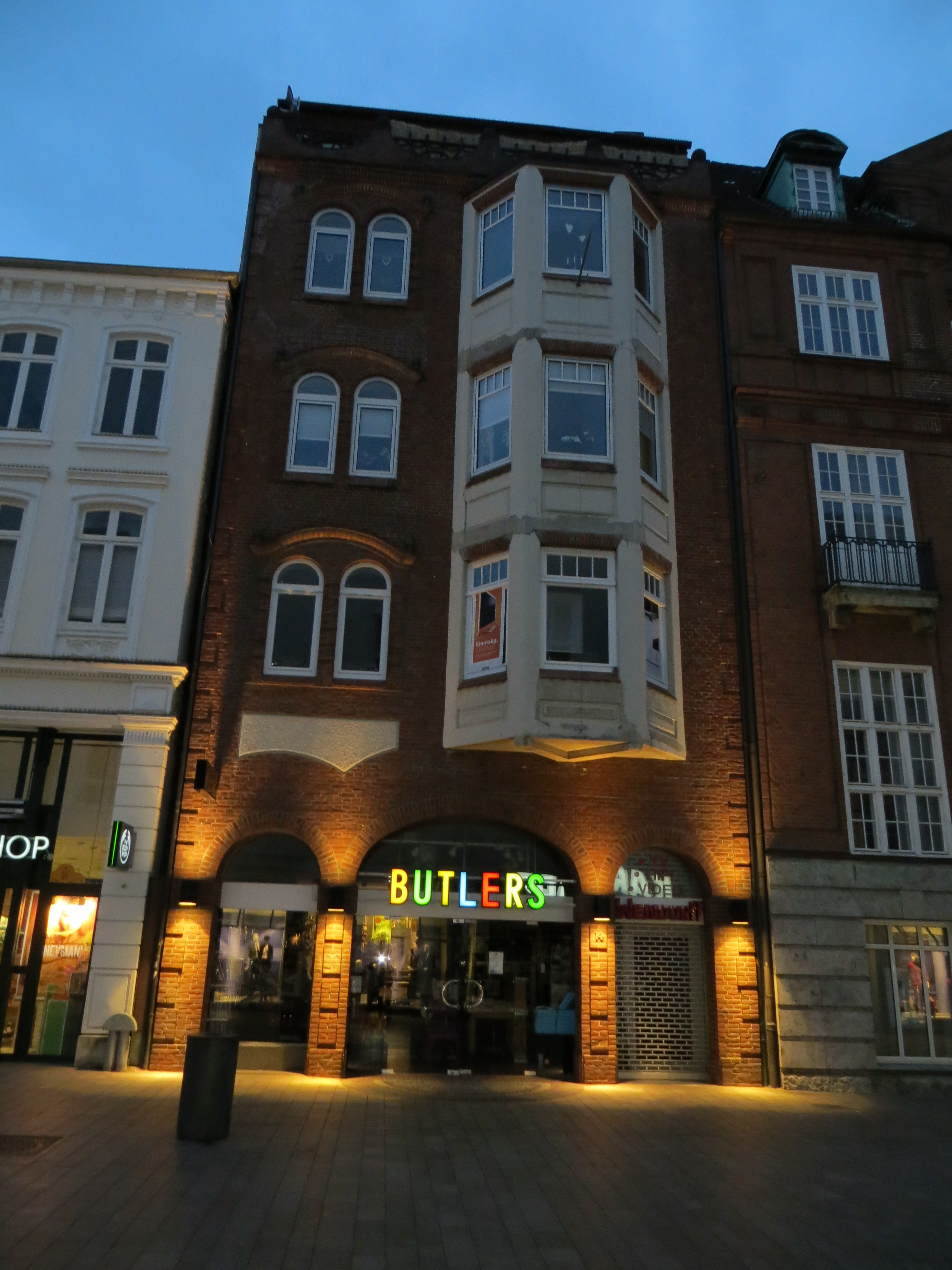
Wohn- und Geschäftshaus, Holm 14 von 1906 mit einer überarbeiteten Fassade von Paul Ziegler einem Architekten zahlreicher bedeutsamer Bauten Flensburgs

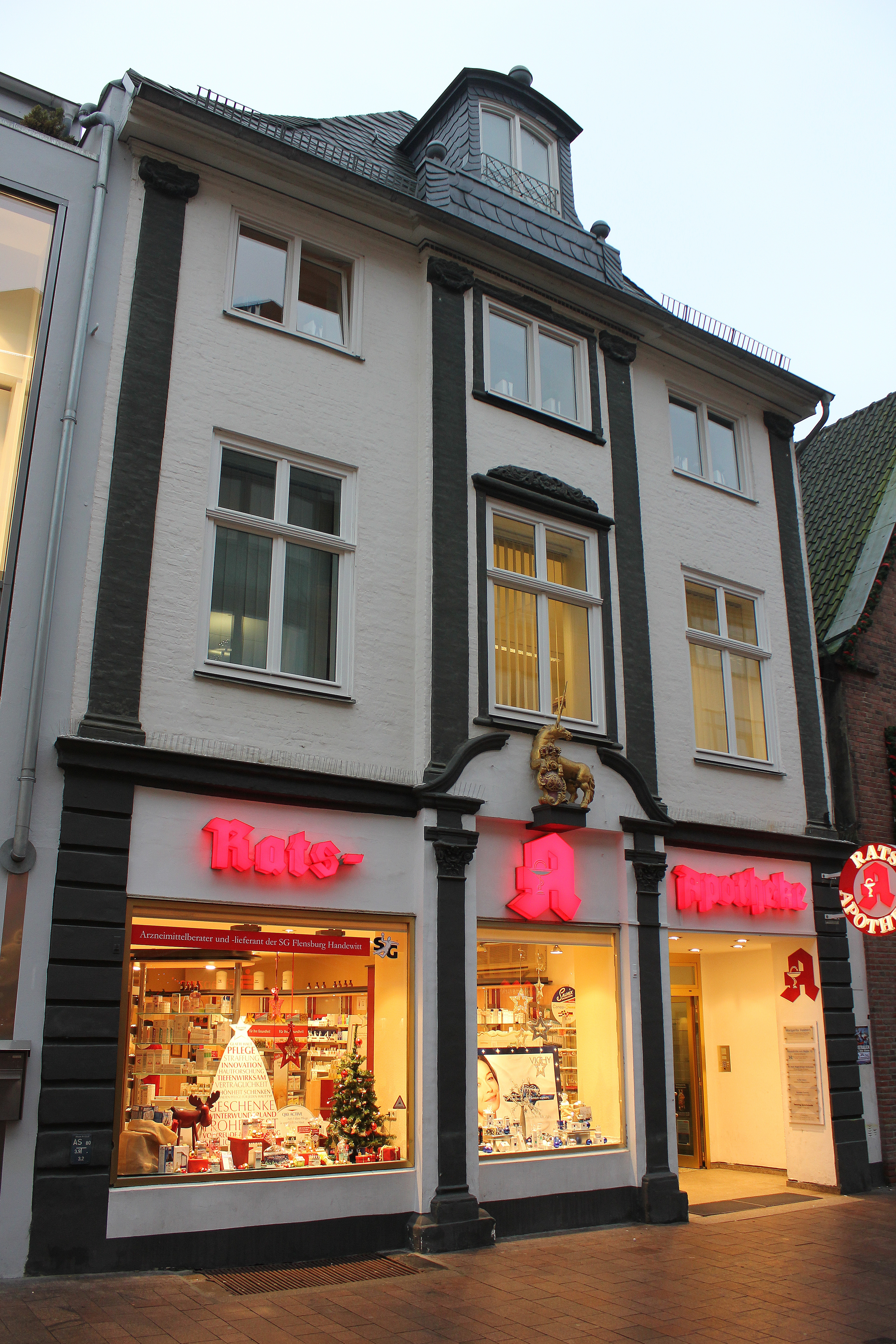
Die Rats-Apotheke Holm 13 mit dem Einhorn über dem Eingang zur Adventszeit 2011